# Anablepsoides holmiae
Anablepsoides holmiae es un pez de agua dulce la familia de los rivulines en el orden de los ciprinodontiformes.

## Morfología
De cuerpo alargado, los machos pueden alcanzar los 8 cm de longitud máxima.

## Distribución geográfica
Se encuentran en ríos de Sudamérica, en la parte de la cuenca del río Amazonas de Guayana.

## Hábitat
Viven en pequeños cursos de agua de clima tropical, de comportamiento bentopelágico y no migrador.